# سه قهرمان برجسته
سه قهرمان برجسته، سانئی‌کتسو (به ژاپنی: 三英傑) به سه تن از دایمیو‌ها (اربابان فئودالی) و اهالی استان آیچی کنونی ژاپن گفته می‌شود که در دوره سن‌گوکو کشور ژاپن را به سوی وحدت هدایت کردند. این سه نفر عبارتند از:

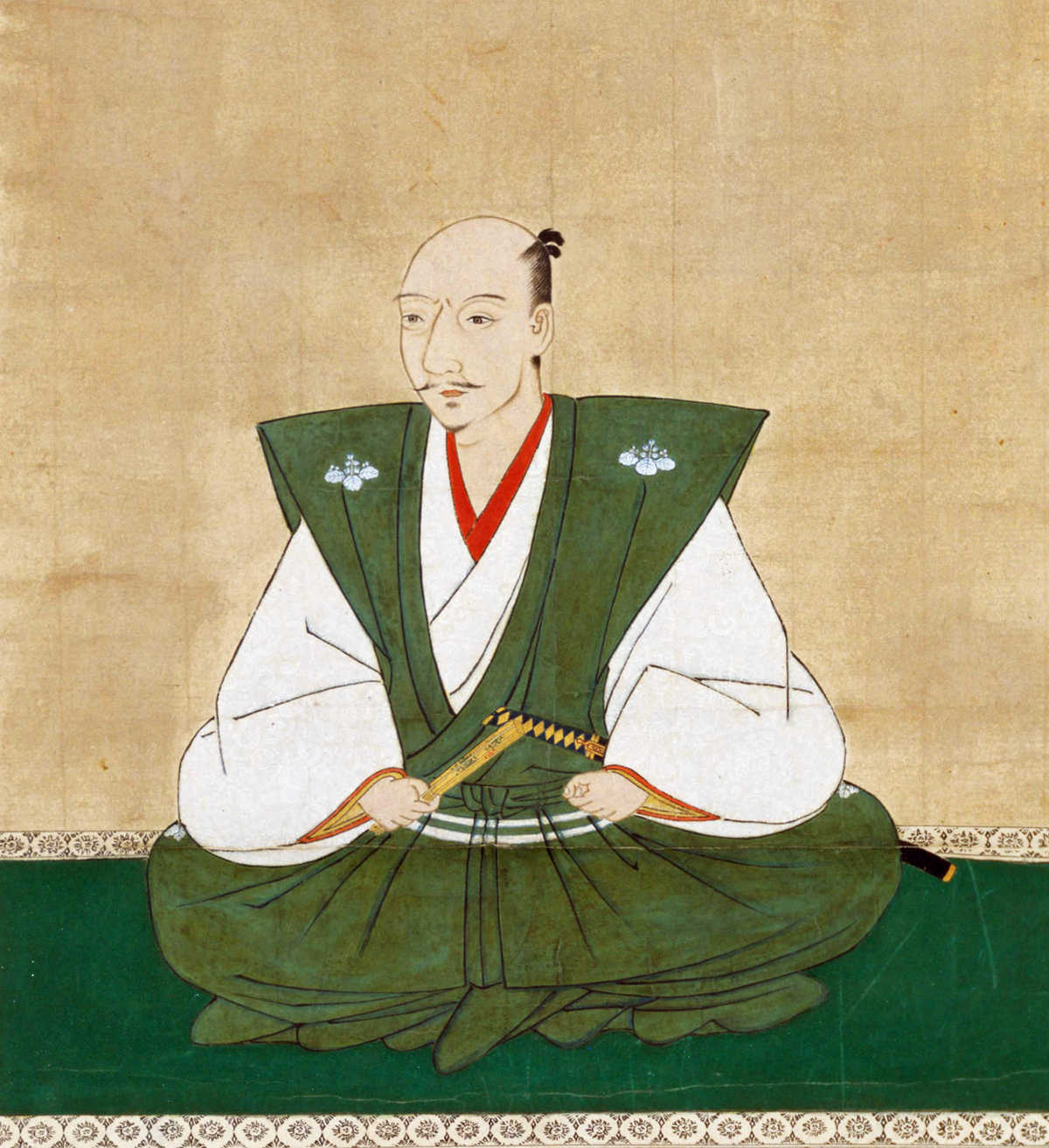
اودا نوبوناگا ۱۵۸۲ - ۱۵۳۴
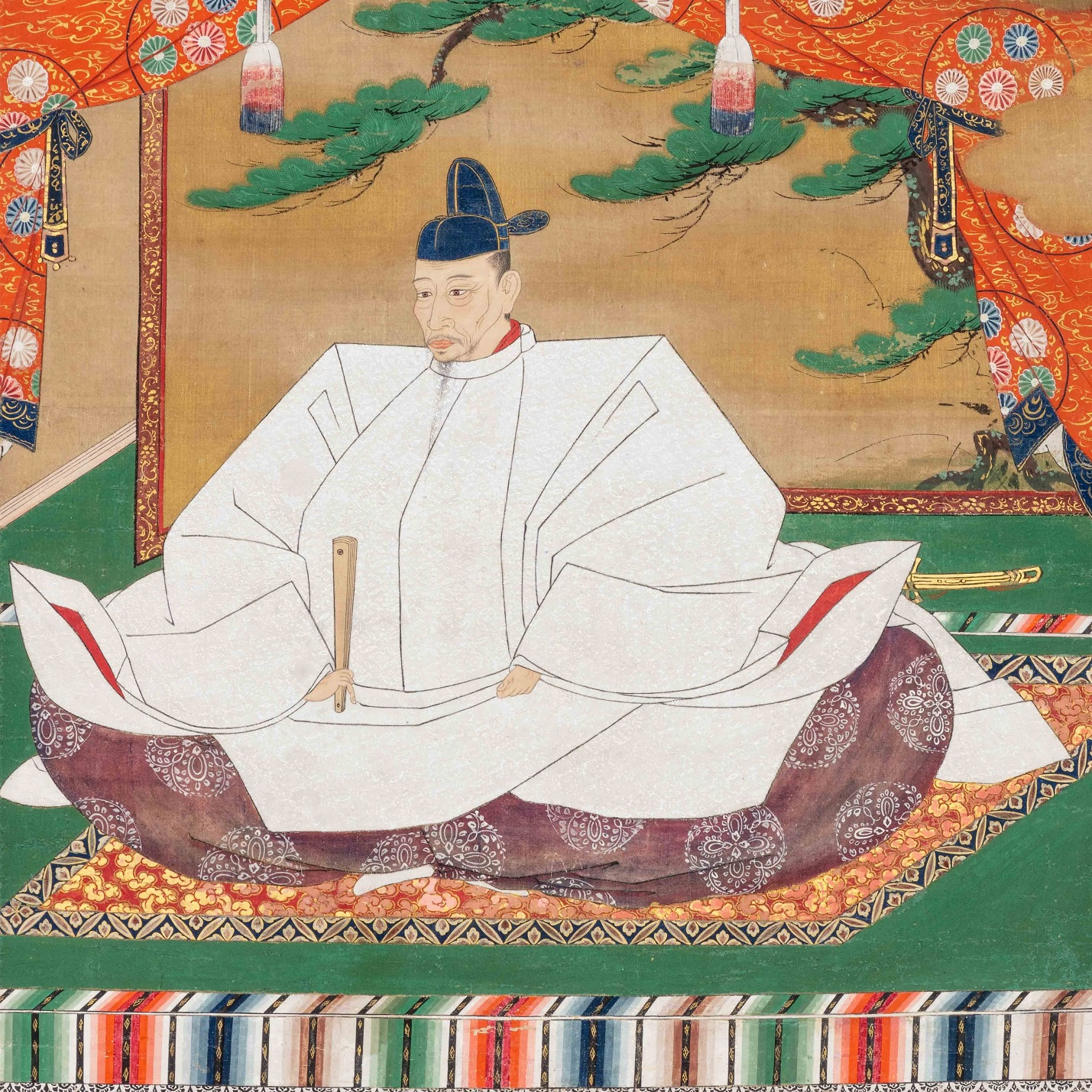
تویوتومی هیده‌یوشی ۱۵۹۸ - ۱۵۳۶
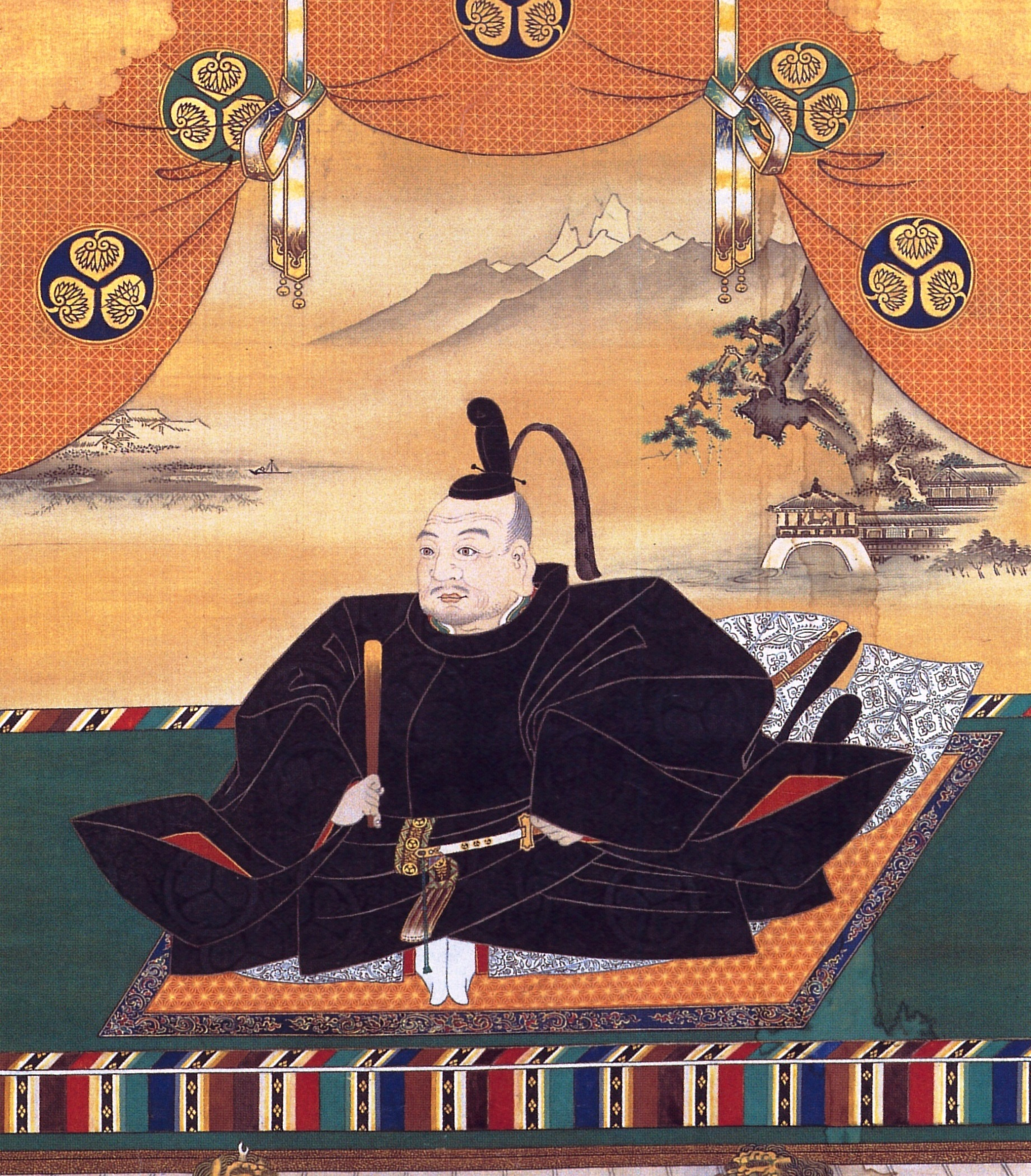
توکوگاوا ایه‌یاسو
 ۱۶۱۶ - ۱۵۴۳

این سه نفر با یکدیگر از طریق ازدواج نسبت خویشاوندی داشتند. تویوتومی هیده‌یوشی پدرخواندهٔ چهارمین پسر اودا نوبوناگا بنام هاشیبا هیده‌کاتسو بود.
خواهر کوچکتر تویوتومی هیده‌یوشی به نام آساهی هیمه همسر رسمی توکوگاوا ایه‌یاسو بود.
بزرگ‌ترین دختر اودا نوبوناگا بنام توکوهیمه همسر پسر بزرگ توکوگاوا ایه‌یاسو بنام ماتسودایرا نوبویاسو بود.
تویوتومی هیده‌یوشی ششمین دختر اودا نوبوناگا بنام سان نومارو را به همسری خود درآورد.
خواهر اودا نوبوناگا بنام اوایچی سه دختر داشت بنام یودو-دونو (چاچا)، اوهاتسو و سوگن‌این. بزرگ‌ترین دختر یودو-دونو (چاچا) به همسری غیررسمی تویوتومی هیده‌یوشی درآمد و تویوتومی هیده‌یوری حاصل از این ازدواج بود.
کوچک‌ترین خواهر او سوگن‌این همسر اصلی سومین پسر ایه‌یاسو بنام توکوگاوا هیده‌تادا شد و سن هیمه و توکوگاوا ایه‌میتسو (سومین شوگون از شوگونسالاری توکوگاوا) فرزندان حاصل از این ازدواج بودند.
سن هیمه نیز با پسر خالهٔ خود تویوتومی هیده‌یوری ازدواج کرد.

## جشن
هر ساله در فصل پاییز جشنواره‌ای نیز به نام جشن سانئی‌کتسو در شهر ناگویا در استان آیچی برگزار می‌شود.